# 주례 (결혼)
주례(主禮)는 결혼식에서 예식을 관장하여 진행하는 사람을 말한다. 또한 결혼식을 관장하여 진행하는 일을 뜻하기도 한다.
대한민국의 서양식 결혼식에서 주례는 신랑 신부에게 결혼생활에 도움이 되는 이야기를 주제로 한 주례사를 하고, 결혼 선서를 시키고, 성혼이 되었음을 선포하는 등 결혼식에서 빠지면 안되는 공식적인 절차를 진행하는 일을 한다. 사회자가 따로 없을 때에는 사회자가 하는 일을 맡아서 하는 경우도 있다.
보통 신랑과 신부를 잘 아는 사람 중에서, 선생, 공직자 등 사회적으로 덕망이 높은 지긋한 나이의 남자가 맡는다. 신랑 신부는 주례에게 주례비라고 부르는 사례를 하는 수가 많다.
교회에서 결혼식을 올릴 때는 목사, 성당에서는 신부, 사찰에서는 승려가 맡아서 한다.